# Jan Sluijters
Jan Sluijters, né le 17 décembre 1881 à Bois-le-Duc (Pays-Bas) et mort le 8 mai 1957 à Amsterdam (Pays-Bas), est un artiste peintre, affichiste et relieur néerlandais.

## Récompenses et distinctions
Jan Sluijters a obtenu le prix de Rome en 1904.